# Згорњи Мотник
Згорњи Мотник (словен. Zgornji Motnik) је насељено место у општини Камник, Средњесловенска регија, Словенија.

## Историја
До територијалне реорганизације у Словенији био је у саставу старе општине Камник.

## Становништво
У попису становништва из 2011. године, Згорњи Мотник је имао 64 становника.
| Број становника према пописима | Број становника према пописима | Број становника према пописима |
| ------------------------------ | ------------------------------ | ------------------------------ |
| 1991                           | 2002                           | 2011                           |
| 87                             | 71                             | 64                             |

Напомена: Године 2011. извршена је мања размена територија између насеља Зајасовник и Згорњи Мотник.

## Галерија
- засеок Бела
- засеок Сроботно